# Santiago Gómez Sierra

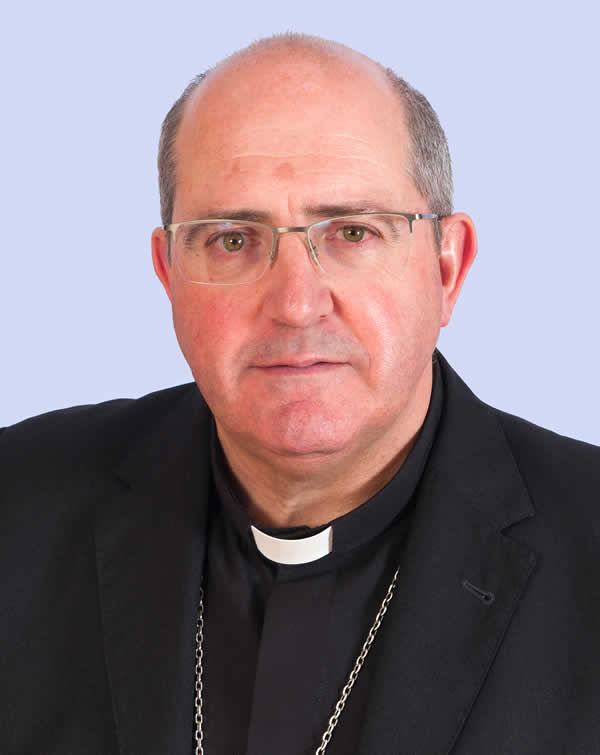
Bischof Santiago Gómez Sierra

Wappen von Santiago Gómez Sierra als Weihbischof in Sevilla

Santiago Gómez Sierra (* 24. November 1957 in Madridejos) ist ein spanischer Geistlicher und römisch-katholischer Bischof von Huelva.

## Leben
Santiago Gómez Sierra studierte Philosophie und Katholische Theologie am Priesterseminar in Córdoba. An der Universität Complutense Madrid erwarb Gómez Sierra ein Lizenziat in Philosophie und Kommunikationswissenschaft und an der Päpstlichen Universität Comillas in Madrid ein Lizenziat im Fach Dogmatik. Er empfing am 18. September 1982 das Sakrament der Priesterweihe für das Bistum Córdoba.
Nach der Priesterweihe war Santiago Gómez Sierra bis 1993 als Ausbilder, Subregens und Studienpräfekt am Priesterseminar San Pelagio in Córdoba tätig. Von 1983 bis 1991 war er zudem Pfarrer der Pfarrei Nuestra Señora de los Ángeles in Alcolea und von 1989 bis 1991 Erzpriester von Alto Guadalquivir. Gómez Sierra war von 1993 bis 2005 Pfarrer der Pfarrei San Juan y Todos los Santos in Córdoba. Zusätzlich war er von 1997 bis 2001 und von 2004 bis 2007 als Generalvikar des Bistums Córdoba tätig. 2005 wurde Santiago Gómez Sierra Dechant des Domkapitels an der Mezquita-Catedral de Córdoba sowie 2007 zudem Kaplan der Esclavas del Sagrado Corazón und Präsident der Sparkasse CajaSur.
Am 18. Dezember 2010 ernannte ihn Papst Benedikt XVI. zum Titularbischof von Vergi und bestellte ihn zum Weihbischof in Sevilla. Der Erzbischof von Sevilla, Juan José Asenjo Pelegrina, spendete ihm am 26. Februar 2011 die Bischofsweihe; Mitkonsekratoren waren der Bischof von Córdoba, Demetrio Fernández González, und der emeritierte Erzbischof von Sevilla, Carlos Kardinal Amigo Vallejo OFM.
Am 15. Juni 2020 ernannte ihn Papst Franziskus zum Bischof von Huelva. Die Amtseinführung erfolgte am 25. Juli desselben Jahres.
In der Spanischen Bischofskonferenz ist Santiago Gómez Sierra Mitglied der Kommission für die Neuevangelisierung, die Katechese und den Katechumenat.